# Криптонит
Криптонит е въображаем материал в митологията за Супермен, получаван от радиоактивна руда на родната планета на Супермен - Криптон. Радиацията на материала предизвиква крайна физическа слабост у Супермен и затова думата криптонит се използва в обикновената реч, като синоним на израза „ахилесова пета“ – единственото слабо място на иначе неуязвим герой.
За първи път се споменава в радиосказките за Супермен, където става ясно, че материалът се получава от радиоактивните останки на планетата Криптон и има пагубно влияние върху Супермен и другите криптонци. Името се отнася за няколко различни форми на материята, но обикновено се има предвид най-често срещаната „зелена“ форма.